# Relationer mellan Jordanien och Rumänien
Diplomatiska relationer mellan Jordanien och Rumänien inleddes april 1965. Jordaniens ambassad i Bukarest öppnades våren 1974. Den nuvarande ambassadören är Saker Malkawi. Jordanien har ett honorärkonsulat i Brașov.